# Iugerum
Een iugerum (meervoud iugera) is een vlaktemaat die in het Romeinse Rijk werd gebruikt, en ongeveer overeenkomt met 2530 vierkante meter of een kwart hectare. Een iugerum is gelijk aan de oppervlakte van twee actus quadrati en de helft van een heredium.
De vlaktemaat komt overeen met de oppervlakte die met een os of een span ossen op een dag geploegd kan worden. In Zuid-Duitsland en Oostenrijk wordt ze nog steeds met de naam Joch aangeduid. Naargelang de streek is een Joch 30 tot 55 are.